# Indy Racing League 1996
Indy Racing League 1996 – był pierwszym sezonem wyścigów tej serii. Rozpoczął się 27 stycznia, a zakończył 26 maja. W całym sezonie rozegrano zaledwie trzy wyścigi. Zwyciężyli Scott Sharp i Buzz Calkins, którzy obaj zdobyli 246 pkt w klasyfikacji generalnej sezonu.

## Kalendarz wyścigów
| Runda | Tor                           | Data        | Dystans          | Pole Position | Najszybsze okr. | Zwycięzca     | Lider w ilości okrążeń |
| ----- | ----------------------------- | ----------- | ---------------- | ------------- | --------------- | ------------- | ---------------------- |
| 1     | Walt Disney World Speedway    | 27 stycznia | 200 okr. 200 mil | Buddy Lazier  | Buzz Calkins    | Buzz Calkins  | Buzz Calkins           |
| 2     | Phoenix International Raceway | 24 marca    | 200 okr. 200 mil | Arie Luyendyk | Arie Luyendyk   | Arie Luyendyk | Arie Luyendyk          |
| 3     | Indianapolis Motor Speedway   | 26 maja     | 200 okr. 500 mil | Tony Stewart* | Eddie Cheever   | Buddy Lazier  | Roberto Guerrero       |

* – Scott Brayton zdobył pole position, lecz zginął w wypadku podczas treningu. Samochód zakwalifikowany przez Braytona poprowadził Danny Ongais, ale musiał wystartować jako ostatni. W ten sposób z pierwszej pozycji wystartował Tony Stewart.

## Klasyfikacja
| Miejsce | Kierowca            | Zespół                              | Podwozie | Silnik              | Pkt. łącznie | Multiplikator | Pkt | WDW | PHO | IND |
| ------- | ------------------- | ----------------------------------- | -------- | ------------------- | ------------ | ------------- | --- | --- | --- | --- |
| 1       | Scott Sharp         | A.J. Foyt Enterprises               | Lola     | Ford Cosworth       | 246          | 3             | 82  | 24  | 33  | 25  |
|         | Buzz Calkins        | Bradley Motorsports                 | Reynard  | Ford Cosworth       | 246          | 3             | 82  | 35  | 29  | 18  |
| 3       | Robbie Buhl         | Beck Motorsports/Zunne Group Racing | Reynard  | Ford Cosworth       | 240          | 3             | 80  | 32  |     |     |
| 3       | Robbie Buhl         | Beck Motorsports                    | Lola     | Ford Cosworth       | 240          | 3             | 80  |     | 22  | 26  |
| 4       | Richie Hearn        | Della Penna Motorsports             | Reynard  | Ford Cosworth       | 237          | 3             | 79  | 16  | 31  | 32  |
|         | Roberto Guerrero    | Pagan Racing                        | Reynard  | Ford Cosworth       | 237          | 3             | 79  | 30  | 19  | 30  |
| 6       | Mike Groff          | A.J. Foyt Enterprises               | Lola     | Ford Cosworth       | 228          | 3             | 76  | 29  | 32  |     |
| 6       | Mike Groff          | Walker Racing                       | Reynard  | Ford Cosworth       | 228          | 3             | 76  |     |     | 15  |
| 7       | Arie Luyendyk       | Byrd/Leberle-Treadway Racing        | Reynard  | Ford Cosworth       | 225          | 3             | 75  | 21  |     |     |
| 7       | Arie Luyendyk       | Byrd-Treadway Racing                | Reynard  | Ford Cosworth       | 225          | 3             | 75  |     | 35  | 19  |
| 8       | Tony Stewart        | Team Menard                         | Lola     | Menard              | 204          | 3             | 68  | 33  | 24  | 11  |
| 9       | Davey Hamilton      | A.J. Foyt Enterprises               | Lola     | Ford Cosworth       | 192          | 3             | 64  | 23  | 18  | 23  |
|         | Johnny O’Connell    | Cunningham Racing                   | Reynard  | Ford Cosworth       | 192          | 3             | 64  | 28  | 30  | 6   |
| 11      | Michele Alboreto    | Team Scandia/Simon Racing           | Lola     | Ford Cosworth       | 189          | 3             | 63  | 31  |     |     |
| 11      | Michele Alboreto    | Team Scandia                        | Lola     | Ford Cosworth       | 189          | 3             | 63  |     | 27  |     |
| 11      | Michele Alboreto    | Team Scandia                        | Reynard  | Ford Cosworth       | 189          | 3             | 63  |     |     | 5   |
| 12      | Lyn St. James       | Team Scandia/Simon Racing           | Lola     | Ford Cosworth       | 186          | 3             | 62  | 27  |     |     |
| 12      | Lyn St. James       | Team Scandia                        | Reynard  | Ford Cosworth       | 186          | 3             | 62  |     | 14  |     |
| 12      | Lyn St. James       | Zunne Group Racing                  | Lola     | Ford Cosworth       | 186          | 3             | 62  |     |     | 21  |
| 13      | Stéphane Grégoire   | Hemelgarn Racing                    | Reynard  | Ford Cosworth       | 165          | 3             | 55  | 19  | 28  | 8   |
| 14      | Buddy Lazier        | Hemelgarn Racing                    | Reynard  | Ford Cosworth       | 159          | 3             | 53  | 18  | –   | 35  |
| 15      | John Paul Jr.       | PDM Racing                          | Lola     | Ford Cosworth       | 153          | 3             | 51  | 26  |     |     |
| 15      | John Paul Jr.       | PDM Racing                          | Lola     | Menard              | 153          | 3             | 51  |     | 21  | 4   |
| 16      | Eddie Cheever       | Team Menard                         | Lola     | Menard              | 147          | 3             | 49  | 25  | –   | 24  |
| 17      | Johnny Parsons      | Blueprint Racing                    | Lola     | Menard              | 141          | 3             | 47  | 17  | 23  | 7   |
| 18      | Scott Brayton       | Team Menard                         | Lola     | Menard              | 111          | 3             | 37  | 20  | 17  | –   |
| 19      | Dave Kudrave        | Tempero-Giuffre Racing              | Lola     | Buick               | 80           | 2             | 40  | 15  | 25  | –   |
| 20      | Jim Guthrie         | Blueprint Racing                    | Lola     | Menard              | 74           | 2             | 37  | –   | 20  | 17  |
|         | Michel Jourdain Jr. | Team Scandia                        | Lola     | Ford Cosworth       | 74           | 2             | 37  | –   | 15  | 22  |
| 22      | Fermín Vélez        | Team Scandia                        | Lola     | Ford Cosworth       | 60           | 2             | 30  | –   | 16  | 14  |
| 23      | Eliseo Salazar      | Team Scandia                        | Lola     | Ford Cosworth       | 58           | 2             | 29  | –   | –   | 29  |
| 24      | Johnny Unser        | Project Indy                        | Reynard  | Ford Cosworth       | 56           | 2             | 28  | –   | 26  | 2   |
| 25      | Stan Wattles        | Leigh Miller Racing                 | Lola     | Ford Cosworth       | 44           | 2             | 22  | 22  | –   | –   |
| 26      | Davy Jones          | Galles Racing                       | Lola     | Ilmor Mercedes-Benz | 33           | 1             | 33  | –   | –   | 33  |
| 27      | Paul Durant         | ABF Motorsports                     | Lola     | Buick               | 32           | 2             | 16  | –   | 13  | 3   |
| 28      | Alessandro Zampedri | Team Scandia                        | Lola     | Ford Cosworth       | 31           | 1             | 31  | –   | –   | 31  |
| 29      | Danny Ongais        | Team Menard                         | Lola     | Menard              | 28           | 1             | 28  | –   | –   | 28  |
| 30      | Hideshi Matsuda     | Beck Motorsports                    | Lola     | Ford Cosworth       | 27           | 1             | 27  | –   | –   | 27  |
| 31      | Scott Harrington    | Della Penna Motorsports             | Reynard  | Ford Cosworth       | 20           | 1             | 20  | –   | –   | 20  |
|         | Racin Gardner       | Team Scandia                        | Lola     | Ford Cosworth       | 20           | 2             | 10  | –   | –   | 10  |
| 33      | Mark Dismore        | Team Menard                         | Lola     | Menard              | 16           | 1             | 16  | –   | –   | 16  |
| 34      | Joe Gosek           | Team Scandia                        | Lola     | Ford Cosworth       | 13           | 1             | 13  | –   | –   | 13  |
| 35      | Brad Murphey        | Hemelgarn Racing                    | Reynard  | Ford Cosworth       | 12           | 1             | 12  | –   | –   | 12  |
| 36      | Marco Greco         | A.J. Foyt Enterprises               | Lola     | Ford Cosworth       | 9            | 1             | 9   | –   | –   | 9   |